# Янг, Рене
Рене́ Паке́тт (англ. Renee Paquette; род. 19 сентября 1985, Торонто, Онтарио) — канадская спортивная телеведущая и актриса. Известна по выступлениям в WWE под именем Рене́ Янг (англ. Renee Young).

## Ранние годы
Рене Пакетт родилась 19 сентября 1985 года в Торонто, Онтарио. Её отец был промоутером в федерации WWF (ныне WWE), однако дочь не собиралась связывать свою жизнь с реслингом. В ранние годы она работала детской моделью. После окончания средней школы Рене подала заявление в ряд колледжей и стала обучаться театральной импровизации. В возрасте 19 лет она переехала в Лос-Анджелес, чтобы начать карьеру комедийной актрисы, но в итоге вернулась в Торонто и сыграла здесь несколько незначительных ролей в фильмах, музыкальных клипах и рекламных роликах. С 2008 по 2009 год Пакетт работала на канадском канале BiteTV, где вела собственное музыкальное телешоу Rippin' It -N- Lippin.

## Профессиональная карьера

### The Score Television Network (2009—2012)
В конце 2009 года Рене стала вести новое шоу Aftermath на телеканале The Score Television Network вместе с Арда Окалом, Мауро Раналло и бывшим судьёй WWE Джимми Кордерасом. Передача была посвящена реслингу и быстро обрела популярность вследствие того, что ведущей была женщина, что необычно для такого рода программ.

### WWE (2012—2020)
Сразу же после ухода из The Score, в октябре 2012 года, Пакетт подписала контракт с профессиональной федерацией реслинга World Wrestling Entertainment. Здесь она работала, используя сценический псевдоним Рене Янг. Впервые Пакетт появилась на шоу Survivor Series в ноябре 2012 года, однако дебютировала на экране лишь 29 марта 2013 года в эпизоде SmackDown, взяв интервью у Рэнди Ортона, Биг Шоу и Шеймуса. Янг стала активно работать в компании с февраля 2013 года.
В сентябре 2013 года Рене снялась в сегменте World Tour шоу The JBL and Cole Show, выходящем на YouTube и официальном сайте WWE, а потом стала одной из ведущих этой передачи. В июне 2015 года вышел последний выпуск. Также Янг вместе с членом зала славы, Джином Окерландом, ведёт телепередачу WWE Vintage Collection.
В сентябре 2013 года Рене также дебютировала на NXT и стала штатным комментатором женских боёв. С 3 июля 2014 по 9 января 2015 года Янг вместе с Томом Филлипсом работала конферансье шоу WWE Superstars. В апреле 2015 года в эфир кабельного телеканала WWE Network вышел первый выпуск собственной передачи Пакетт Unfiltered with Renee Young, в которой она берёт интервью у своих коллег, а также реслеров. В июне 2015 года Янг вместе с Крисом Джерико была ведущей шестого сезона Tough Enough. В 2016 году было объявлено, что Пакетт войдёт в основной актёрский состав шестого сезона Total Divas. Ранее она появлялась в нескольких эпизодах данного реалити-шоу.
10 сентября 2018 было объявлено, что Рене Янг будет постоянным комментатором WWE Raw.

## Личная жизнь
С 9 апреля 2017 года Рене замужем за реслером Джонатаном Гудом, более известным под сценическим псевдонимом Дин Эмброус, с которым она встречалась 4 года до их свадьбы. В ноябре 2020 года пара объявила, что ожидает ребёнка. 15 июня 2021 года у супругов родилась дочь Нора Мёрфи Гуд.

## Фильмография

### Телевидение
| Год                | Название                                       | Роль              |
| ------------------ | ---------------------------------------------- | ----------------- |
| 2007               | The Smart Woman Survival Guide                 | Интерн            |
| 2010               | Gotta Grudge?                                  | в роли самой себя |
| 2011—2012          | Gillette Drafted                               | в роли самой себя |
| 2013, 2015 — н. в. | Total Divas                                    | в роли самой себя |
| 2013               | WWE: The Top 25 Rivalries in Wrestling History | в роли самой себя |
| 2014               | WWE Countdown                                  | в роли самой себя |
| с 2014             | WWE Music Power 10                             | в роли самой себя |
| с 2014             | WWE Quick Hits                                 | в роли самой себя |
| с 2015             | Unfiltered with Renee Young                    | в роли самой себя |
| 2015               | WWE Tough Enough                               | в роли самой себя |
| с 2016             | WWE Talking Smack                              | в роли самой себя |

### Интернет
| Год       | Название              | Роль              |
| --------- | --------------------- | ----------------- |
| 2013—2015 | The JBL and Cole Show | в роли самой себя |
| 2013—2015 | After Total Divas     | в роли самой себя |

## Достижения и награды
- WWE
  - Slammy Award в номинации Лучшее интернет шоу года (2013)[26] — с Майклом Коулом и Джоном Лэйфилдом за The JBL and Cole Show.